# Alfredo Schürig
Alfredo Henrique Oscar Schurig (Rio Claro, 11 de junho de 1884 – São Paulo, 30 de janeiro de 1941) foi um empresário brasileiro, considerado um dos pioneiros ao se estabelecer no ramo metalúrgico no Brasil. Foi o 13º. presidente do Corinthians.

## História
Nascido no interior de São Paulo filho de um imigrante alemão, Christian Gustav Oskar Schurg, e de Maria Blumer, uma paulista filha de imigrantes suíços de língua alemã.
Alfredo residia em Jacareí no Vale do Paraíba Paulista, onde era considerado uma personalidade, tanto que em 1923 a antiga rua do Rosário foi renomeada com seu nome, sendo uma homenagem em vida ao benfeitor que construiu o estádio do Esperança Futebol Clube, equipe amadora da cidade.
Schurig também foi presidente e benfeitor do Sport Club Corinthians Paulista, sendo eleito seu presidente em 1930. Contribuiu financeiramente com o clube fazendo varias doações que viabilizaram o pagamento do terreno do Parque São Jorge junto aos antigos proprietários. Suas doações foram imprescindíveis, ainda, para a viabilização da conclusão do Estádio apelidado de Fazendinha, mas que oficialmente recebeu o nome de seu maior benemérito - Estádio Alfredo Schürig.
Mesmo não sendo um amante do futebol, Schurig promoveu numerosas melhorias no estádio pois era apaixonado pelo Corinthians. Entretanto, sua gestão como presidente do clube terminou de forma melancólica após uma derrota para o Palestra Itália por 8 a 0 pelo Campeonato Paulista de 1933, fato que o levou a renunciar ao cargo junto com toda a diretoria pois ficou descontente com o comportamento de boa parte da torcida corintiana que, revoltada, chegou a invadir a sede do clube, então localizada no centro da cidade de São Paulo.